# Anobium
Anobium là một chi bọ cánh cứng thuộc họ Ptinidae.

## Hình ảnh

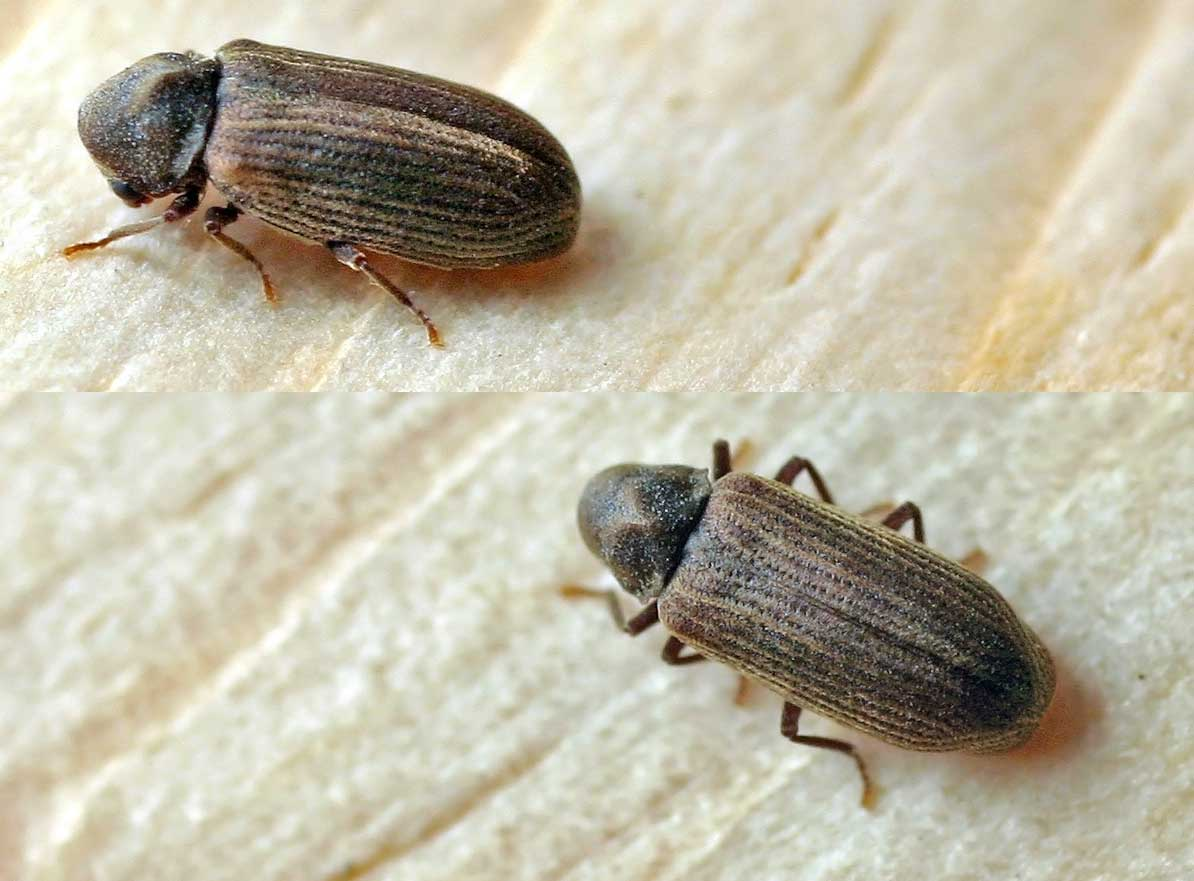